# Ascaridioză

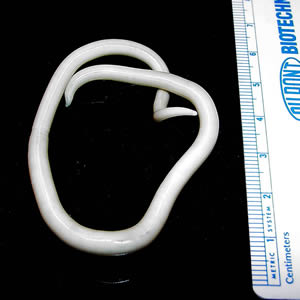
Vierme Ascaris lumbricoides adult

Ascaridioza este o boală parazitară, comună omului și animalelor, produsă de viermele cilindric parazit Ascaris lumbricoides, cunoscut sub denumirea comună de limbric.
Dimensiunile viermelui sunt cuprinse între 15 și 35 cm (femelele sunt întotdeauna mai lungi). În imagine apare o femelă, care se deosebește prin cordonul genital (care apare în partea de jos a imaginii ca un șanț circular, de culoare mai închisă).

## Diagnostic
Semnele clinice pot sugera o parazitoză intestinală, dar examenele de laborator precizează diagnosticul.
Diagnosticul de laborator în ascaridioză se pune pe baza decelării parazitului adult, a larvelor sau a ouălor de paraziți.
Viermii adulți pot fi depistați cu ocazia eliminării lor (de regulă pe cale anală, dar și pe cale bucală sau nazală, mult mai rar) sau în decursul unei intervenții chirurgicale sau a examinării radiologice a intestinului.
În faza larvară, prezența ascaridului poate fi decelată în materialul bioptic din ficat sau plămân, în spută sau în sucul gastric.
Examenul coproparazitologic poate evidenția prezența ouălor de paraziți în materiile fecale.
Hemograma poate evidenția o eozinofilie marcată în faza migratorie a larvelor, care scade până la o eozinofilie de maxim 10% în faza intestinală a parazitului.